# La Olmeda de Jadraque
La Olmeda de Jadraque es un municipio y localidad española de la provincia de Guadalajara, en la comunidad autónoma de Castilla-La Mancha. El término municipal tiene una población de 19 habitantes (INE 2024).

## Geografía

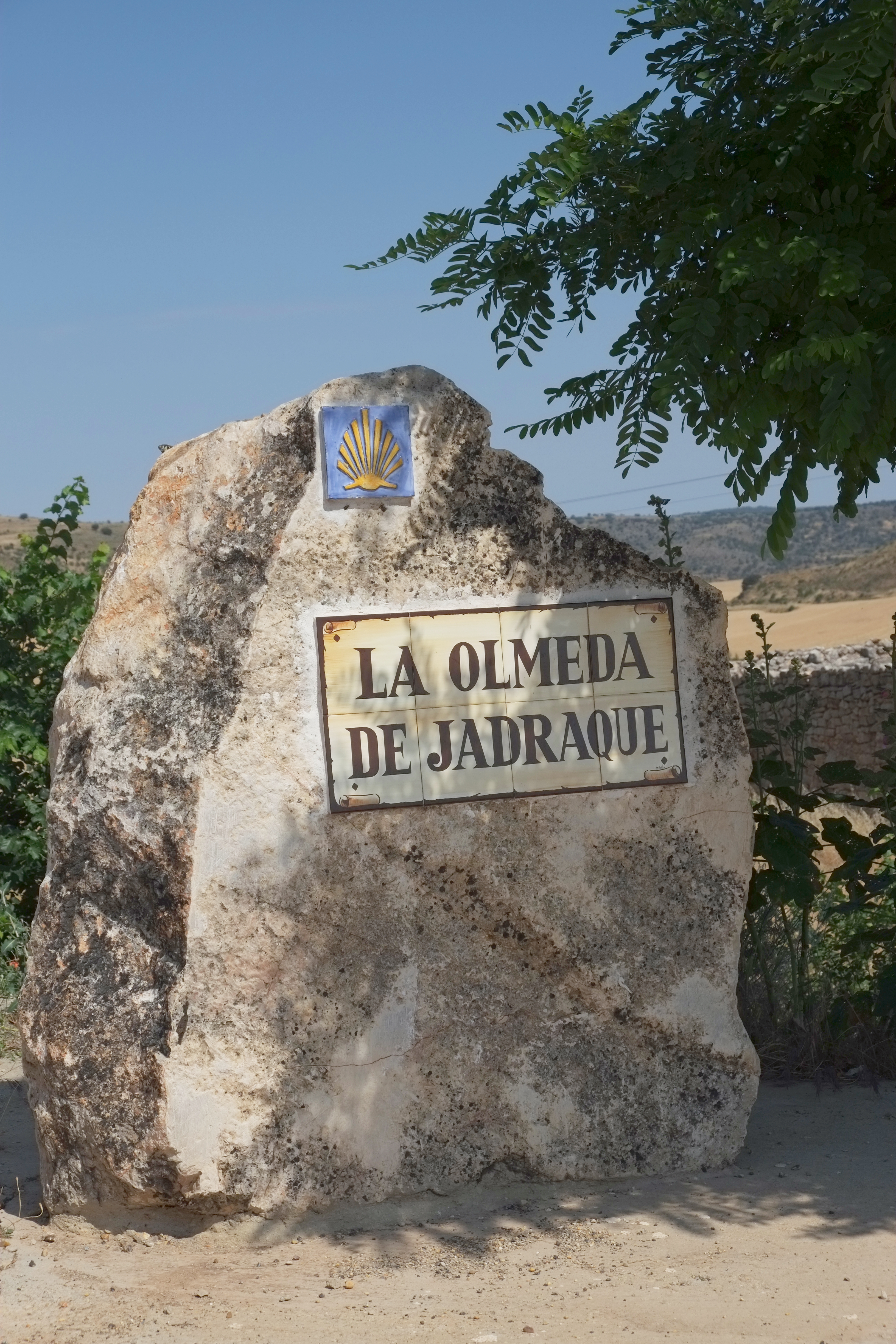
La Olmeda de Jadraque

La localidad se encuentra a unos 983 m sobre el nivel del mar y la extensión del municipio es de 11,71 km², con una densidad de 0,36 hab./km². Se encuentra a escasos kilómetros de la localidad de Sigüenza.

## Historia
A mediados del siglo XIX, el lugar tenía contabilizada una población de 160 habitantes. La localidad aparece descrita en el duodécimo volumen del Diccionario geográfico-estadístico-histórico de España y sus posesiones de Ultramar de Pascual Madoz de la siguiente manera:

OLMEDA DE JADRAQUE: l. con ayunt. en la prov. de Guadalajara (11 leg.) part. jud. y dióc. de Sigüenza (1 1/2) aud. terr. de Madrid (21), c. g. de Castilla la Nueva: sit. al pie de un cerro y combatido principalmente por los vientos del N.; su clima es frio y las enfermedades mas comunes, fiebres intermitentes: tiene 50 casas; la consistorial; escuela de instruccion primaria, dotada con 30 fan. de trigo; dos fuentes de aguas salobres; una igl, parr. (S. Mateo Apóstol) servida por un cura y un sacristan: term. confina con los de Imon, Riosalido, Bujalcayado, Cirueches y Palazuelos; dentro de él se encuentran una erm. (La Soledad); 5 fuentes y una fábrica de sal de agua, en la que se elaboran anualmente de 70 á 80 000 fan., bajo la direccion de un administrador y varios dependientes; hay hermosos saleros ó almacenes para su depósito, hsta que se estrae para los diversos alfolies que se surten de esta fábrica: el terreno fertilizado por el r. Salado, es de buena calidad; comprende un monte poblado de robles y encina; caminos: ios que dirigen á los pueblos limítrofes, en regular estado: correo: se recibe y despacha en la cab. del part.: prod.: toda clase de cereales, legumbres, patatas y cáñamo, leñas de combustible y buenos pastos con los que se mantiene ganado lanar y las yuntas de vacuno y mular necesarias a la agricultura: ind.: la agrícola, y la elaboracion, encierro y porteo de sal: comercio: esportacion del sobrante de frutos, algun ganado y lana, é importacion de los art. que faltan. pobl.: 52 vec., 160 alm. cap. prod.: 1 265 000 rs. imp.: 63 250. contr.: 4,230.
(Madoz, 1849, p. 249)

## Demografía
La Olmeda de Jadraque cuenta con una población de 19 habitantes (INE 2024).
| Gráfica de evolución demográfica de La Olmeda de Jadraque entre 1842 y 2021                                         |
| |
| Población de derecho según los censos de población del INE Población de hecho según los censos de población del INE |